# Anthoactis benedeni
Espèce
Anthoactis benedeni est une espèce de cnidaires de la famille des Cerianthidae.

## Systématique
Le nom valide complet (avec auteur) de ce taxon est Anthoactis benedeni Leloup, 1932.